# ウィルプラス
株式会社ウィルプラス（英: Willplus Co., Ltd.）は、東京都豊島区に本社を置く成人向けゲームの製作会社。
設立時は株式会社アスガルドの系列会社であった。
なお、登記上は全くの別会社であるが、実質的な前身は株式会社ウィルであり、本項では株式会社ウィルについても併せて記述する。

## 沿革
- 1992年（平成4年）7月1日 - 株式会社ウィル設立[1]。
- 2003年（平成15年）7月10日 - 株式会社フォレストのブランドを譲受。
- 2010年（平成22年）
  - 8月3日 - 子会社である株式会社アスガルドに権利義務を全て継承し株式会社ウィル解散（親子逆さ合併）[2]。
  - 8月20日 - 新会社株式会社ウィルプラス設立。
  - 10月1日 - 株式会社ウィルプラスが株式会社ウィルのアダルトゲーム事業を継承する旨告知。

## ブランド一覧
男性向けゲームブランド
| - Guilty／Guilty+／Guilty eX／Guilty×material - PULLTOP／PULLTOP LATTE／PULLTOP Air - HERMIT - propeller - Empress - ensemble／ensemble SWEET／chorus - ETERNAL - material／MATERIAL MEL | - chococo - プラリネ - MEPHISTO - CROSS†CHANNEL - TranceSoft - しらたま - ダキカノ - とこはな - Evil Heal | - rúf（活動終了） - LUCHA!／るチャ!（活動終了） - FORST（活動終了） - FOUNTAINHEAD（活動終了） - GuiltyN（活動終了） - Juliette（活動終了） - rouge（活動終了） - Sincere（活動終了） - Spirit Speak（活動終了） - Sweet Basil（活動終了） - Z-KILL（活動終了） |

女性向けゲームブランド
- icingCandy
- Sugarbeans
- あまなっとう／あまなっとうぱふぇ
- 郎猫儿
- Blue Crescent Moon（活動終了）

## 作品一覧

### 男性向けブランド
Empress、ensemble（chorus）、FORST、Guilty（GuiltyN、Guilty+）、propeller、PULLTOP、rúf、ダキカノは各記事内を参照。DVD PlayersGameは除く。
chococo
- 2011年1月28日 - アネカノ -お姉ちゃんとえっちであまーいヒミツの関係-
- 2011年8月26日 - どうして抱いてくれないのっ!? 〜女の子だってヤりたいの!〜

ETERNAL
- 2009年1月23日 - 輝光翼戦記 天空のユミナ
  - 2010年1月29日 - 輝光翼戦記 天空のユミナFD -ForeverDreams-
- 2009年9月25日 - Nega0
- 2010年6月25日 - 天の光は恋の星
- 2011年12月16日 - 輝光翼戦記 銀の刻のコロナ
  - 2013年1月25日 - 輝光翼戦記 銀の刻のコロナFD -Fortune Dragon's-
- 2015年10月23日 - 剣聖機 アルファライド
- 2016年2月26日 - 輝光翼戦記シリーズ コンプリートパック -限界突破エディション- （セット商品）

しらたま
「妻ようじ2 〜ボクは人妻添乗員〜」「2度咲き!タルトレット」以外はシルバーバレットが制作に関与している。
- 2006年10月27日 - 欲情ペットライフ!!
- 2007年2月23日 - 妻ようじ 〜ボクは人妻管理人〜
- 2007年8月31日 - 虹色あるけミカン
- 2008年5月2日 - はぴほす! 〜お世話されます入院生活〜
- 2008年5月23日 - 妻ようじ2 〜ボクは人妻添乗員〜
- 2009年6月26日 - 2度咲き!タルトレット

プラリネ
- 2011年4月8日 - デュエリスト×エンゲージ
- 2012年10月26日 - あなたの事を好きと言わせて
- 2013年2月22日 - モテすぎて修羅場なオレ
- 2014年2月28日 - バカ燃えハートに愛をこめて!
- 2020年7月31日 - 彼女がアイツで、俺はだれ!?

とこはな
- 2018年5月25日 - 彼女と俺の恋染同棲
- 2018年9月28日 - 僕と彼女のご奉仕同棲
- 2019年2月22日 - 年上彼女のあまやか同棲
- 2019年11月26日 - 押しかけ彼女は、俺の世話をしたい
- 2020年7月31日 - ヒーリング・デイズ ～年の差彼女との甘々生活～[5]
- 2022年1月28日 - とこはな癒し同棲5本パック＋限定ミニゲーム5本セット
- 2022年1月28日 - 僕と彼女のご奉仕同棲 ～Theもーしょん～
- 2022年6月24日 - 恋するあまいろホームステイ -留学生はわんこ系幼馴染-
- 2023年3月31日 - ナマイキユメちゃんはおにぃとメチャクチャHしたい！
- 2023年11月24日 - 幸乃下蛍の恋青日和 -お義姉ちゃんとの秘密同棲-
- 2024年5月31日 - 小悪魔ナースのいたずらカルテ -看護師彼女との同棲生活-

Evil Heal
- 2022年5月27日 - Reactance-不都合な真実-
- 2022年2月24日 - Aphrodisiac -女神の欲望-
- 2023年12月22日 - Suspicion -疑惑の性-

HERMIT
全作品で丸戸史明がシナリオライターを務めている。
- 2003年10月24日 - FOLKLORE JAM
- 2004年10月29日 - ままらぶ
- 2007年11月22日 - 世界でいちばんNGな恋
  - 2018年2月23日 - 世界でいちばんNGな恋 ハピネスモーション

material
- 2012年6月22日 - イントルーダー
- 2012年8月31日 - 僕以外の男を知らない彼女が他の男に抱かれていた －教育実習先で寝取られる彼女－
- 2012年12月21日 - お前のオンナを寝取ってやる 〜昔ヤったオンナは今は白衣の天使。旦那の前で心も身体も弄んで寝取る〜
- 2013年11月29日 - 他の女の子とHをしているオレを見て興奮する彼女

MATERIAL MEL
- 2015年2月27日 - じゅ〜にんかんり！ 〜10人の乙女に愛の手を〜

MEPHISTO
- 2011年7月29日 - 天使の羽根を踏まないでっ

FOUNTAINHEAD
- 2008年11月28日 - ちぇいすと☆ちぇいすっ!

Juliette
- 2006年3月24日 - ご主人様へ Dear my master...
- 2006年7月21日 - 夏色公園 〜電波塔の下で愛を語る〜

LUCHA!
chaffの元スタッフが立ち上げたブランド
- 2005年8月26日 - ONE☆BOKU Faraway so close! 〜お姉ちゃんとボク〜
- 2006年6月30日 - 代々木人妻専門学院

Sincere
- 2004年4月23日 - シンシア 〜Sincerely to You〜[6]
- 2004年11月26日 - です☆めた 〜半熟ヴァンパイア死亡YOU戯〜

Spirit Speak
株式会社XEROとの共同開発ブランド。
- 2003年12月12日 - あののの。〜君と過ごしたあの日あの時あの未来〜
- 2006年3月24日 - CCホスピタル

Sweet Basil（スイートバジル）
- 1998年2月27日 - 放課後はフィアンセ
- 1998年7月24日 - 臨界点 -CRITICAL POINT-
- 1998年12月18日 - ヴァンパイア東京へ行く
- 1999年3月12日 - リトルMyメイド
  - 1999年9月10日 - リトルMyメイド 〜パンドラBOX〜
- 2000年6月2日 - 帝都のユリ
- 2000年7月20日 - Snow Drop
- 2001年3月9日 - Vie - いつかの夏の日。
- 2001年9月7日 - いつかの空
- 2002年1月25日 - めい・ぷる

TranceSoft
低価格作品専門のブランド（ダウンロード販売・パッケージ販売併用）。日付はダウンロード販売開始日。
- 2008年1月25日 - Nightmare Knight 〜淫辱のレジスタンス〜
- 2008年9月26日 - ママごと
- 2009年7月24日 - おねだりオナペット
- 2009年9月18日 - いただき!娘娘チャイナ

### 女性向けブランド
Blue Crescent Moon
ボーイズラブゲームブランド
- 2004年1月26日 - Wings Innocent

icingCandy（アイシングキャンディ）
乙女ゲームブランド
- 2009年11月27日 - Bloody Call（全年齢向け）
- 2011年4月22日  - 籠の中のアリシス （全年齢向け）

Sugar Beans（シュガービーンズ）
乙女ゲームブランド
- 2006年3月3日 - Love☆Drops 〜みらくる同居物語〜
- 2006年12月15日 - Under The Moon
- 2007年8月24日 - Under The Moon 〜つきいろ絵本〜
- 2008年3月28日 - いじわる My Master
- 2012年4月3日 - VAMPIRE SWEETIE

あまなっとう／あまなっとうぱふぇ
ボーイズラブゲームブランド
- あまなっとう
  - 2005年6月17日 - ぷり・プリ 〜PRINCE×PRINCE〜
  - 2005年11月20日 - AM2:00 〜猫と月夜のブランコ〜
- あまなっとうぱふぇ
  - 2006年12月28日 - 愛と欲望は学園で 〜華麗なる夜の舞踏会〜

郎猫儿（らんまーる）
ボーイズラブゲームブランド
- 2002年10月11日 - 冤罪 eine falsche Beschuldi-gung
- 2004年4月23日 - 帝国千戦記
- 2005年4月22日 - 絶対服従命令
- 2006年10月27日 - Laughter Land

## 過去に在籍したスタッフ
荒川工
propellerの元代表。現在は『テクスト。』(ウィザードソフト株式会社)に在籍。
椎原旬
PULLTOPの元代表。現在はSEVEN WONDERに在籍。
ココノツ
LUCHA!の元代表。
厘京太朗
HERMITの元代表。フォレストから移籍。2011年に創作活動休止を告知。
ひよ
シュガービーンズの元代表。専属コスプレイヤーからライターに転身。現在フリー。
由良
原画家、郎猫儿の元代表。現在商業同人サークルTennenoujiで活動。
りりあん嬢
Julietteの代表。現在はフリー。
下原正
シナリオライター。現在はSEVEN WONDERに在籍。
たけやまさみ
原画家。現在はSEVEN WONDERに在籍。
Vanilla
原画家。福岡開発室に在籍していた。
関戸ゆいぎ
広報。現在ああかむ現在株式会社オプス(同人サークルああかむ)代表。
もきちゅ
HERMITの設立メンバー。フォレストから移籍。
あまぎゆうる/GRA+TAN/さかきみかげ
HERMITの設立メンバー、STUDiO B-ROOM、フォレスト経て移籍。2004年12月Sincereチームの停止を受けて退社。
MS小山　
xuseから移籍。ETERNALに在籍していた。家庭の事情で退職。
紅葉-K
フォレストから移籍、2011年退社、フリー。
朱門優
propeller所属、MEPHISTO代表、フリー。2011年退社。
七烏未奏
propeller所属、2011年退社、フリー。
御剣ヒロ
PULLTOP所属、2011年退社、フリー。
朝妻ユタカ
PULLTOP所属、2011年退社、フリー。
夏桜
2011年退社、フリー。
まーと
2011年退社、フリー。

## 関連開発会社
- ディンプル（解散）
- フライングシャイン - 初期に複数のブランドで開発を担当していた会社。[14]
- 大吟醸（有限会社電楽舎） - 主にrúfで開発を担当していた会社。
- あんく - Sweet Basilでいつかの空を開発。
- アージュ - 螺旋回廊シリーズの開発元。
- 有限会社クワイア - です☆めたを共同開発した会社。
- 有限会社エンターエッヂ[15] - 京都にある開発会社。パートナーブランドSKUNKWORKSとして活動していた。
- XERO - 「Spirit Speak」で発売されたゲームの開発を担当した会社。
- 株式会社フォレスト - 2003年に「FORST」等のブランドをウィルに売却した。
- ウィザードソフト株式会社 - propeller、Mephistoにゲームエンジンを提供。